# Uliano Lucas

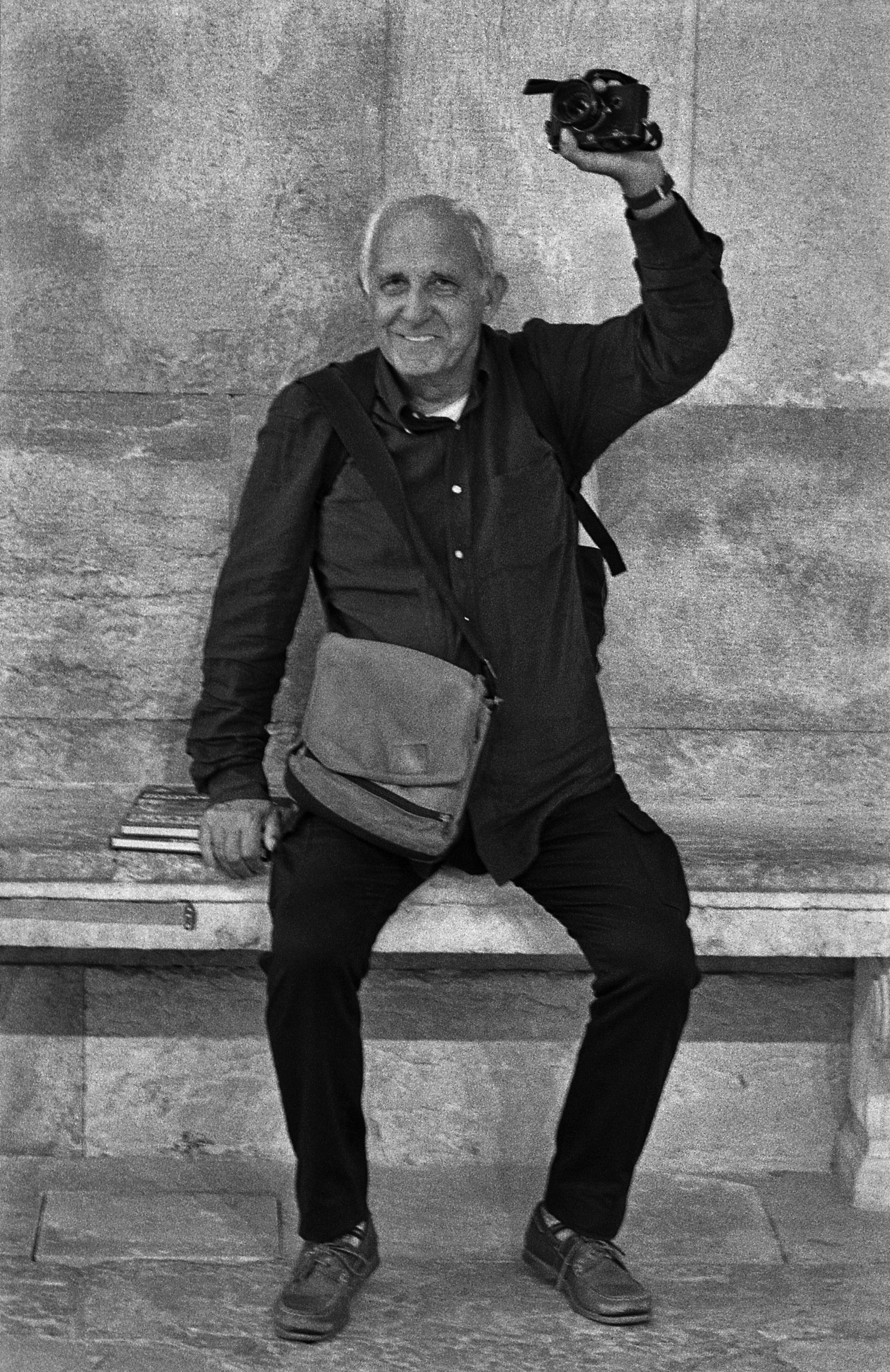
Uliano Lucas fotografato da Faycal Zaouali - Cagliari 2015

Uliano Lucas (Milano, 1942) è un fotoreporter italiano noto per aver realizzato per decenni reportage per importanti giornali e riviste italiane, documentando con ampi servizi, temi sociali «sulle realtà e le contraddizioni del proprio tempo», la contestazione giovanile, le proteste di piazza, l'immigrazione, l'industrializzazione e la conseguente devastazione del territorio, alcuni luoghi di detenzione e ospedali psichiatrici, prima, dopo e durante il Sessantotto. Noti anche i suoi reportage su scenari di guerra e sulle lotte per la democrazia e la libertà, dal Portogallo del dittatore António de Oliveira Salazar alle guerre di liberazione in Africa come quella d' Eritrea, della Guinea-Bissau, dell'Angola, dalla Giordania ai tempi di Settembre Nero, alle cruente guerre jugoslave, con reportage sulle città di Mostar nel 1992 e di Sarajevo nel 1993.

## Biografia
Uliano Lucas nasce a Milano nel 1942 da Giorgio Agliani e Adele Lucas Negri. Il padre, operaio alla Breda di Sesto San Giovanni, comunista, antifascista e partigiano, subirà un confino di cinque anni prima a Ponza e poi a Pisticci. E sarà proprio in conseguenza dell'impegno politico del padre che Lucas crescerà e si formerà in un ambiente di tipo proletario che aspirava a grandi cambiamenti sociali. Studente al Convitto Scuola della Rinascita, il giovanissimo Lucas, «curioso e irrequieto» dimostra ben presto di non essere portato per la vita ordinata e stabile del Convitto, tanto che viene espulso dall'istituzione scolastica con la motivazione di "studente indisciplinato". A sedici anni incomincia a frequentare il Bar Jamaica di via Brera a Milano, e il Bar Genis all'angolo tra via Brera e via Pontaccio, allora ritrovi e crogioli di idee e progetti innovativi che coinvolgevano intellettuali, artisti, giornalisti e fotografi come Ugo Mulas, Alfa Castaldi, Mario Dondero e anche Carlo Bavagnoli e Giulia Niccolai. Ed è proprio da queste frequentazioni che nasce preponderante in Lucas la passione per la fotografia e più precisamente quella del fotoreporter freelance, una professione a quel tempo idealizzata, fatta anche di considerevoli sacrifici, ma per la quale avrebbe potuto impegnarsi socialmente e che in tutti i modi comunicava, ad uno spirito libero e ribelle come il suo, piena indipendenza ed autonomia senza vincoli e costrizioni dettate da un "capo".

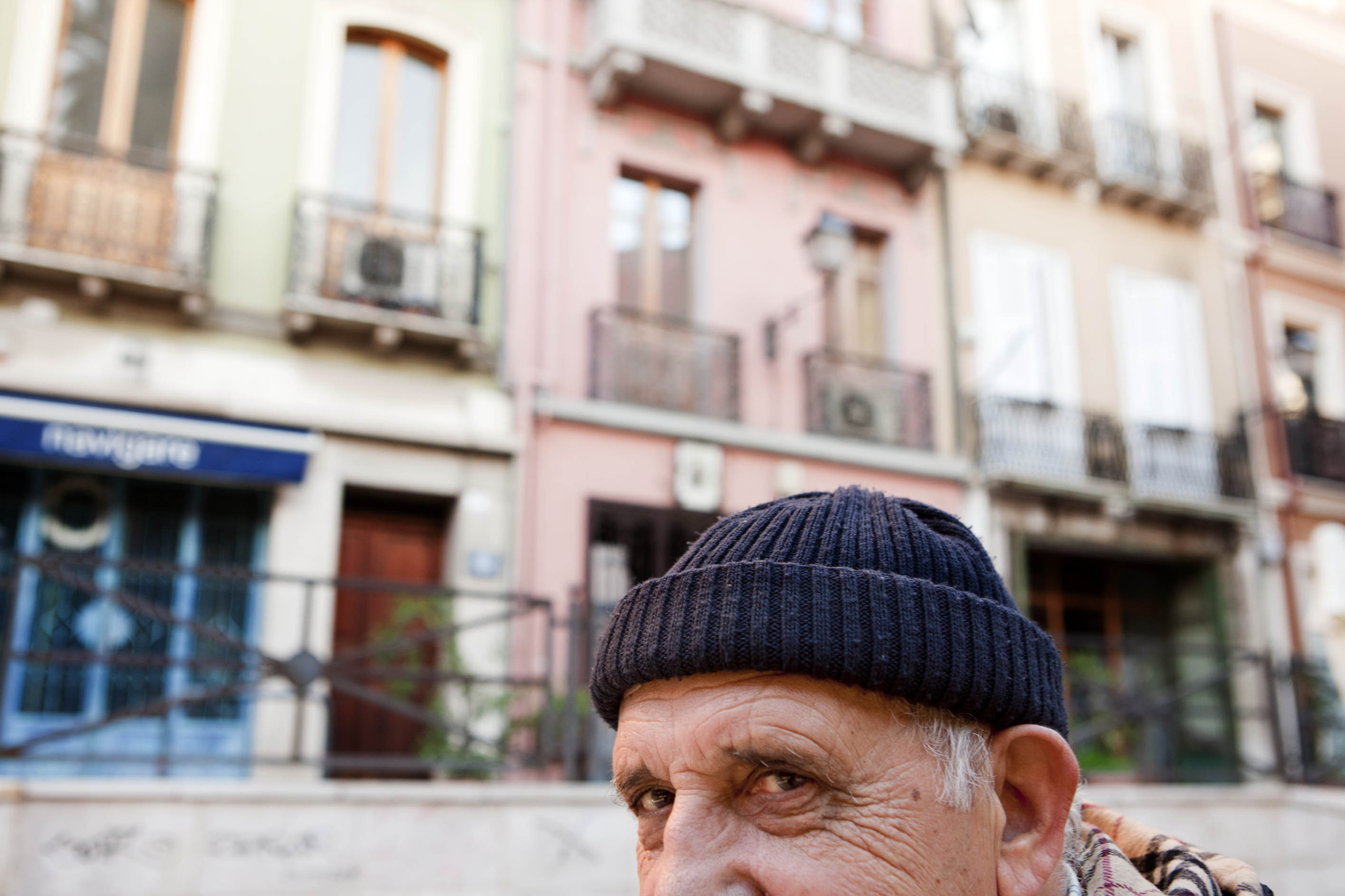
Uliano Lucas in una interpretazione di Max Solinas - Venezia 2013

Sempre attrezzato di macchina fotografica Uliano documenta aspetti, virtù e contraddizioni di una città che conosce profondamente, Milano. Nel 1964; a ventidue anni fotografa nei due famosi bar di Brera, la bohème milanese dell'epoca,,il Genis pittori, scultori e designer allora alle prime armi e che ben presto si sarebbero affermati: Ugo La Pietra, Luciano Fabro, Aurelio Caminati, Agostino Ferrari e Nanda Vigo. Ed è ancora sviluppando il tema della documentazione delle atmosfere cittadine milanesi che fotografa i protagonisti e i fermenti nascenti del tempo, che avrebbero delineato le linee di quella che sarebbe stata da allora in poi la musica italiana. Segue e fotografa i gruppi rock de I Ribelli e degli Stormy Six, frequentando anche uno dei cabaret che sarebbero entrato nella storia della attuale città metropolitana, il Cab 64 di Velia e Tinin Mantegazza, dove si esibivano cantanti Bruno Lauzi, Enzo Jannacci e Giorgio Gaber e gli attori Paolo Poli e Cochi e Renato.
Dopo queste iniziali esperienze lo spartiacque che rappresenta il Lucas degli inizi con il prosieguo della sua carriera di fotoreporter impegnato, sarà l'avvento del Sessantotto. Da allora in poi il suo impegno nel sociale sarà totalizzante e riguarderà temi diversi che lo porteranno in diverse nazioni d'Europa, del Medio Oriente e dell'Africa subsahariana. Inizia dalle piazze del sessantotto, fotografando la contestazione giovanile in luoghi stracolmi di studenti, operai e drappelli di polizia e le barricate; dalle università occupate, dai cartelli e striscioni e murales inneggianti alla lotta, delle assemblee con i contestatori dagli sguardi attenti e con le notizie diffuse dai megafoni Fotografa le manifestazioni del Movimento di Liberazione delle Donne (MLD) e del movimento femminista con i cartelli che magnificavano "il ritorno delle streghe" e mettevano in guardia con l'ormai noto slogan Tremate, tremate le streghe son tornate!.
Questo sarà l'inizio di una serie, difficilmente elencabile, di tutti i diversi reportage fatti dal noto fotoreporter milanese nei suoi cinquant'anni di attività come freelance per giornali e riviste. Molti dei suoi più importanti reportage diverranno parte dei circa suoi 70 libri fotografici, un'altra delle peculiarità che fa di Uliano Lucas uno dei pochi fotoreporter italiani ad avere avuto una produzione tanto prolifica.

## I reportage
(Il Post)

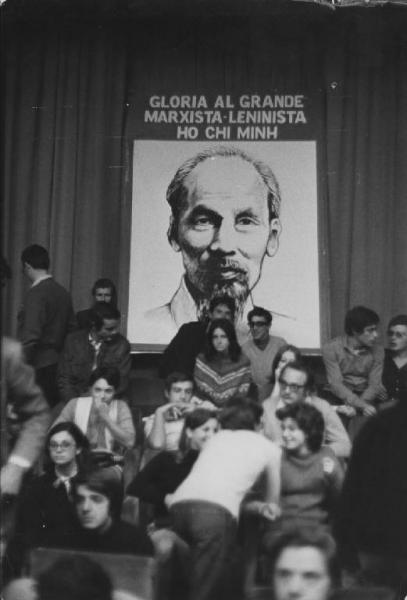
Movimento studentesco - Milano 1968

Molti i reportage di Lucas, tanto che a testimonianza del suo vasto lavoro rimangono oltre alle diverse riviste e giornali, anche i suoi libri che raccolgono i temi più importanti da lui fotograficamente documentati.
Documenta le trasformazioni dell'Italia degli anni '60 e '70. Dopo le contestazioni e le atmosfere del sessantotto, documenta il grande flusso degli immigranti dal meridione d'Italia al loro arrivo alla Stazione di Milano Centrale, famose le foto delle valigie e i cartoni portati a spalla e legati con lo spago, come anche il trasbordo degli emigranti e la calca alla frontiera italo-svizzera di Luino nel 1973
Subito dopo, come scrive Michele Smargiassi de la Repubblica, «perlustra [...] anche il mondo»:

«L’Albania maoista e il Portogallo dei garofani, l’Angola fratricida e l’Eritrea stremata, la Cina delle metropoli istantanee e l’India dei bambini di strada, sempre con lo stesso spirito: cercare l’uomo. Passa in mezzo alle guerre senza celebrare la guerra: il viso ridente di una guerrigliera quasi bambina della Guinea Bissau, appoggiata a un albero col mitra a tracolla, grida che un altro mondo è possibile, deve esserlo»
E ancora settembre nero in Giordania, e le guerre jugoslave.
Una serie di suoi reportage è dedicato al lavoro in Italia e soprattutto a Genova, fotografie che vanno «dalla cronaca al documento politico e sociale», dagli operai a responsabili di alcune istituzioni liguri. Raccolte tutte in uno dei suoi tanti libri fotografici: Il libro dei lavori con una prefazione di Susanna Camusso riprende operai delle fabbriche dell’acciaio, vigili del fuoco, personale dell’acquario di Genova, e ricercatori dell’Istituto Italiano di Tecnologia.
Ha collaborato da freelance con riviste come l'Europeo, Il Mondo, L'Espresso, Vie Nuove e con quotidiani come la Stampa, il manifesto e Il Giorno.

## L'impegno sociale
Lucas sviluppa la propria sensibilità fotografica non solo grazie all'influenza dell'ambiente proletario familiare, ma anche dall'essere stato, come reporter, protagonista del movimento del Sessantotto e dalla sua forte richiesta di cambiamento con la sua carica di contestazione. Questa influenza si tradurrà ben presto in impegno sociale che trasparirà dai temi più disparati affrontati dai suoi reportage: L'immigrazione, l’industrializzazione selvaggia e la relativa distruzione del territorio, la classe operaia e la loro condizione (come all'Alfa Romeo di Arese nel 1978), la condizione dei detenuti (come quelle nel carcere di San Vittore  e quello di Bollate), i malati di mente e le loro condizioni disagiate in strutture una volta conosciuti solo come "manicomi".
Impegno sociale rilevato anche da Tatiana Agliani, studiosa e storica di comunicazione visiva, che in una recensione alla mostra retrospettiva del fotografo milanese nel 2017, scrive che le sue foto ripercorrono le tappe come fotoreporter fino ad arrivare: «alla svolta rappresentata dai profondi cambiamenti sociali e di costume e dalle battaglie politiche e civili degli anni Sessanta e Settanta che portano alla nascita di un nuovo modo di raccontare del fotogiornalismo italiano. E ripercorre l’impegno ventennale di Lucas in un’indagine sui problemi della propria società che trae nutrimento dalle idealità del periodo, dall’associazionismo diffuso di un mondo che si dedica con passione a comprendere il proprio tempo e ad affermare i diritti dell’individuo».

## Fotografo di guerra
(Uliano Lucas)
Lucas è anche noto per aver documentato dall'Europa al Medio Oriente e all'Africa, le rivoluzioni, le lotte di liberazione e le guerre del suo tempo.

Famose le foto delle miliziane appartenenti al Partito africano per l’indipendenza della Guinea e di Capo Verde nella foresta della Guinea Bissau nel 1970, quelle dei bambini soldato in Eritrea nel 1975. Importanti anche i suoi reportage nel 1993 della guerra in Jugoslavia con immagini delle martoriate Sarajevo e Mostar o in Giordania fra i guerriglieri di Damasco.
Le peculiarità dei suoi reportage riguardano soprattutto le condizioni dei vivi, le loro difficoltà, gli stati psicologici e le speranze, perfino la "dignità" della gente che con la guerra convive, più che scene di battaglie, di morte, o più in generale del la spettacolarizzazione della guerra. Molto critico è infatti verso alcune categorie di colleghi che senza una preparazione culturale dei luoghi fotografati, erano alla esclusiva ricerca di scenari sensazionalistici, protesi a suo avviso, solo a "far cassa" più che a documentare il conflitto evidenziando le ragioni politiche, storiche e culturali. Su questo, in una lunga intervista afferma:

«[...] c’è invece un’altra categoria, quella che va nelle zone di guerra, senza un legame preciso, serio, “salariato” si sarebbe detto una volta, con il mondo della committenza giornalistica ed editoriale. E spesso senza capire nulla delle regioni e delle ragioni (storiche, politiche, culturali) dei luoghi che vanno a fotografare e a raccontare.
[...]. Infine, ci sono i prezzolati, freelance mandati allo sbaraglio, i “paparazzi del dolore”, che vogliono solo vedere e vendere l’odore, il sangue, la morte. Come ho visto accadere in Africa o a Sarajevo, dove nessuno voleva vedere la dignità delle donne che si truccavano, che uscivano la sera, che andavano a fare la spese. Sotto le bombe, e in una città assediata, ma segno di una vita normale che loro difendevano e rivendicavano, e che nessuno voleva riprendere. Volevano solo vendere la morte».

## Milano nell'obiettivo di Lucas

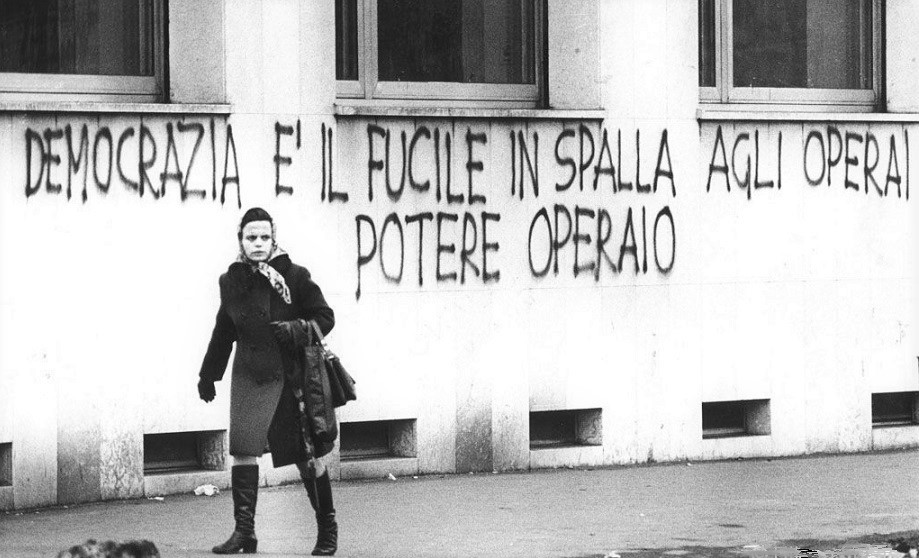
Lucas: una scritta inneggiante a Potere operaio nel 1972 a Milano

Alcuni dei più importanti reportage del fotografo milanese, riguardarono proprio la sua città e soprattutto il suo hinterland che ha fotografato mettendo in risalto aspetti inconsueti, ma in cui viene ulteriormente evidenziato il suo impegno sociale. Per le realtà dell'attuale città metropolitana, Lucas è ritenuto il reporter che meglio ha saputo raccontare le sue periferie e i suoi quartieri "caserme", e non solo, anche della Milano del boom economico, dell'immigrazione e delle lotte studentesche.
Sarà proprio una sua foto su Milano nel libro fotografico Cinque anni a Milano a diventare oggetto di uno dei processi più travagliati d'Italia, quello dell'omicidio di Luigi Calabresi, commissario di polizia e addetto alla squadra politica della Questura di Milano. Ad una foto del suo libro infatti, fa riferimento con due dichiarazioni, Roberto Sandalo che asserì che sia Marco Donat-Cattin che Massimiliano Barbieri militanti dell'organizzazione terroristica di estrema sinistra Prima Linea, indicarono in una foto del libro di Uliano Lucas l'autore dell'omicidio del commissario.

## La polemica sul fotogiornalismo italiano
(Uliano Lucas, su La Republica del 5 ottobre 2012)
Lucas, come suoi altri noti colleghi, non si è sottratto alla polemica che ha riguardato il fotogiornalismo italiano, anche quello dell'epoca di reportage sensazionalistici, tanto da scriverci anche un libro con Tatiana Agliani: La realtà e lo sguardo - Storia del fotogiornalismo in Italia, dimostrandone anche «i limiti che ne hanno segnato [la sua] evoluzione in Italia». Lucas nel libro non risparmia critiche e giudizi, un fotogiornalismo quello italiano, artefatto, ideologico fino a rasentare "il falso storico", come fa infatti rilevare il Corriere della Sera in un articolo a firma di Arturo Carlo Quintavalle: «ogni ideologia ha le sue immagini e, lo dimostra il libro, ogni pubblico ha le sue iconografie, dalla borghesia al proletariato. Le foto non sono così il racconto del «vero»: la scelta del direttore, quella dei redattori, sono condizionanti, come anche la grafica, e ogni immagine viene tagliata, interpretata dal contesto o dalle didascalie. Così, capitolo dopo capitolo, il libro si trasforma in un epicedio del fotogiornalismo, storia amara della fotografia e dei fotografi traditi».
Nel 2013, in occasione della prima retrospettiva a lui dedicata, ha espresso grande sfiducia nei confronti dei nuovi media e sul ruolo del giornalista e del fotoreporter, che giudica «finito».

## Ma.Co.f. - Centro della Fotografia Italiana
(Macof)
Dal 14 maggio 2016, il piano nobile del palazzo Palazzo Martinengo Colleoni di Malpaga di Brescia ospita il museo Ma.Co.f. - Centro della Fotografia Italiana. Creato per volontà dei fotografi Uliano Lucas, Gianni Berengo Gardin e Renato Corsini in collaborazione con le storiche della fotografia Tatiana Agliani e Giovanna Bertelli. Il museo espone anche una collezione permanente di circa 240 fotografie originali di 42 tra i più importanti e rappresentativi fotografi italiani del XX secolo, tra i quali anche lo stesso Uliano Lucas.

## Mostre

### Personali
- Carrara, 2024, "Uliano Lucas. Altre voci, altri luoghi", CARMI (Museo Carrara e Michelangelo), dal 3 febbraio al 5 maggio 2024
- Coimbra, 2023 - 2024, "Revoluções – Guiné-Bissau, Angola e Portugal (1969-1974) Fotografias de Uliano Lucas", Galleria Pedro Olayo dal 23 novembre 2023 al 17 marzo 2024
- Dalmine, 2022, nell'ambito del "Festival Dalmine Manifestazioni Fotografiche", mostra: "Uliano Lucas - Altre voci altri luoghi"
- Bari, 2022 Bari - storie e frammenti, Museo civico di Bari, dal 29 marzo al 1 maggio 2022.
- Napoli, 2019, Imbavagliati, Palazzo della Arti
- Milano, 2018, Un gran numero. Segni, immagini, parole del 1968 a Milano, BASE, spazio C, via Borgognone 34
- Piacenza, Berlino, 2018, '68. Un anno di confine, Palazzo Rota Pisaroni Piacenza e Italienisches Kulturinstitut Berlin, Berlino
- Seravezza, 2018, La vita e nient'altro, cinquantanni di viaggi e racconti di un fotoreporter feelance, Palazzo mediceo di Seravezza
- Brescia, 2017, Uliano Lucas. Retrospettiva, nel Brescia Photo Festival, al Macof (Centro della fotografia italiana)
- Milano, 2015, Uliano Lucas. Tra cronaca e storia, Galleria Bel Vedere
- Bolzano, 2014, Uliano Lucas. Il lavoro, Centro Culturale Claudio Trevi
- Grosseto, 2014, La Città invisibile. L'immagine sociale della salute mentale a Grosseto, Museo Archeologico e d'Arte della Maremma
- Milano, 2014, Le vere ragioni, Galleria Ca' di Fra'
- Volterra, 2013, Altri sguardi, Palazzo Minucci Solaini
- Monforte d'Alba, 2013, Racconti di fotogiornalismo, Fondazione Bottari Lattes
- Brescia, 2013, Antologica su Uliano Lucas, Wave Photogallery
- Milano, 2013, Uliano Lucas. Lo sguardo restituito, Galleria Ca' di Fra'
- Civitanova Marche, 2012, Uliano Lucas, Cartacanta-Graphicfest
- Szécsény, 2012, Il posto delle fragole e Una città chiamata Milano, Szécsény Photofestival
- Genova, 2012, Migrazioni. Il lungo viaggio, Palazzo Ducale
- Roma, 2012, Migrazioni. Il lungo viaggio, Palazzo dell'Informazione
- Novoli, 2012, Il racconto e gli appunti, Premio Focara Fotografica 2011, Drogheria Delle Arti
- Milano, 2011, 100 anni di Giamaica e Uliano Lucas, Bar Jamaica di Via Brera 32
- Carrara, 2010, Uliano Lucas, Centro internazionale delle arti plastiche di Carrara
- Torino, 2010, Uliano Lucas, Galleria Fiaf
- Altidona, 2010, Le forme del lavoro, Galleria Sotto L'Arco
- Bari, 2010, Andare, vedere, sentire, ricordare. Uliano Lucas in Puglia, Sala Murat
- Formigine, 2008, Scritto sull'acqua, Castello di Formigine
- Cusano Milanino, 2008, Lavoro/Lavori, Palazzo Cusano
- Bari, 2008, La città all'ovest, Bari. Quartiere Libertà, Sala Murat e XV Circolo Principessa di Piemonte Plesso "Giuseppe Garibaldi"
- Torino, 2007, Negli occhi del lavoro. Economia e cooperazione sociale, Cavalerizza Reale
- Castelnuovo di Garfagnana, 2007, Lavoro/lavori, Castello Ariosteo
- Rovereto, 2007, La vita e nient'altro, Sala Iras Baldessari
- Bologna, 2006, Le forme del lavoro, Fotografie di Uliano Lucas, Palazzo d'Accursio
- Genova, 2006, Lavoro, lavori a Genova, Palazzo Ducale
- Milano, 2006, Carcere invisibile e corpi segregati, Palazzo della Triennale
- Taranto, 2006, Conoscere una città: Taranto nelle immagini di Uliano Lucas, Galleria Comunale
- Torino, 2005, Il museo visto con gli occhi di un fotografo: Uliano Lucas, Museo A come Ambiente
- Torino, 2005, Porte aperte all'innovazione: I luoghi dove si produce innovazione a Torino e provincia, Piazza Livio Bianco
- Casalgrande, 2005, Percorsi: Fotografie di Uliano Lucas, Centro culturale Ruffilli
- Malgrate, 2005, La vita e nient'altro, La Quadreria
- Altidona, 2005, La vita e nient'altro, Galleria Comunale Sotto l'Arco
- Milano, 2003, Uno sguardo diverso: La follia nelle immagini di Lucas, anche a Castellanza, Genova  e Lodi
- Pingyao, 2001, Retrospettiva, International Photography Festival di Pingyao (Cina)
- Matera, 2000, Altre voci, altri luoghi, Biblioteca provinciale Palazzo S.S. Annunziata
- Taranto, 1999, Lavoro lavori: Attività, impiego, mestiere, professione, Sala Scacchi Masseria Vaccarella
- Lecce, 1999, Realtà nascoste, verità disvelate, Villa Frisari
- Milano, 1998, Realtà nascoste, verità disvelate, Fondazione Mudima
- Ostuni, 1997, La storia, le storie,: I Centri di Salute mentale in Puglia anche a Grottaglie, Cisternino, Bologna e Massafra nel 1998 - Bisceglie nel 1999
- Bolgare, 1997, Tra un'immagine e l'altra, Galleria d'arte comunale, anche a Castel San Pietro Terme nel 1998
- Cornigliano, 1997, Gli amici per Franco Sartori: Una storia politica, Centro civico di Cornigliano
- Genova, 1994, Lavori, lavori a Genova, Loggia della Mercanzia, anche a Cornigliano nel 1995 e Rimini nel 1996
- Genova, 1994, Sarajevo Sarajevo cronaca di un assedio, anche a Lecce, Taranto nel 1995, Altamura e Pordenone nel 1996 e Alfonsine nel 1997
- Torino, 1994, Morire per Sarajevo aspettando la pace, Atrio Stazione di Torino Porta Nuova
- Campogalliano, 1994, Morire per Sarajevo, Villa Barbolini
- Santarcangelo di Romagna, 1993, Morire per Sarajevo, Festival teatrale di Santarcangelo (ottobre). Anche a Bari, Samarate, * Modena (ottobre), Sassuolo (dicembre)
- Torino, 1991, Costruire & vivere: Mattoni, città, lavoro, speranza, Antichi chiostri
- Belgrado, 1991,Tra passato e presente, Centro di cultura di Belgrado
- Brescia, 1991, Uliano Lucas Antologica - Vivere a Ponente, Museo di fotografia Ken Damy
- Genova, 1990, Dentro le immagini del lavoro, Centro Civico di Cornigliano
- Milano, 1990, L'auto tra sogno ed incubo, Museo nazionale della scienza e della tecnologia Leonardo da Vinci
- Milano, 1989, Milano tra un'immagine e l'altra, Festa provinciale dell'Unità (settembre). Anche a Gallarate (novembre)
- Trieste, 1988, La questione psichiatrica, Centro Congressi Stazione Marittima
- Genova, 1988, Palestina: Le ragioni di un popolo, Intifada, Centro Civico di Cornigliano
- Busalla, 1987, Uliano Lucas: Reporter, Salone fra i Liberi Operai (agosto). Anche a: Trezzano sul Naviglio (aprile), Mirano (maggio), Mestre (dicembre)
- Milano, 1987, M'illumino di immenso, Spazio foto San Fedele
- Ferrara, 1985, Milano tra un'immagine e l'altra, Festa nazionale dell'Unità giovani
- Carpi, 1983, Mozambico: L'Africa che cambia, Castello dei Pio
- Bari, 1983, Uliano Lucas: Reporter, Biblioteca Metropolitana S. Teresa dei Maschi de Gemmis
- Milano, 1980, Abazia di Mirasole, a cura di Franco Malaguti, Circolo della Stampa

### Alcune importanti mostre collettive
Innumerevoli le mostre collettive con la partecipazione di Uliano Lucas. Qui di seguito alcune fra le più importanti:
- Fermo, 2020, La strada, la lotta, l'amore (14 agosto - 4 ottobre), Terminal Mario Dondero con Letizia Battaglia e Tano D'Amico
- San Pietroburgo, 2010, Trend - Saint-Petersburg Photo Vernisagge 2010, Central Exhibiton Hall Manege
- Bruxelles, 2009, United Artists of Italy, Palais des Beaux-Arts
- Saint-Étienne, 2008, United Artists of Italy, Musée d’Art Moderne de Saint-Etienne Métropole
- Madrid, 2003, Nosotros, Photoespaña
- Berlino, 1998, Mailand – Eine Stad, Berlino
- Modena, 1991 Centro Storico, fotografie di Paolo Monti e Uliano Lucas, Palazzo del Comune
- Nizza, 1985, L’Italie Aujourd’hui,  Cetre National d’Art Contemporain
- New York, 1980, Politics & Photography: Italy 1968-1980, The Institute for Art and Urban Resources
- Milano, 1977, L'occhio di Milano: 48 fotografi 1945-1977, Rotonda della Besana
- Amburgo, 1974, The Children of This World

## I suoi libri

### Libri di Uliano Lucas
- Uliano Lucas, Sognatori e ribelli - Fotografie e pensieri oltre il sessantotto, Milano, Bompiani, 2018, ISBN 978-88-4529-747-2.
- Uliano Lucas, La realtà e lo sguardo - Storia del fotogiornalismo in Italia, Torino, Einaudi, 2015, ISBN 978-88-0616-201-6.
- Uliano Lucas, Uliano Lucas. La vita e nient'altro. Viaggi e racconti di un fotoreporter freelance, Milano, Mudima, 2013.
- Uliano Lucas, Uliano Lucas, Milano, Bruno Mondadori, 2012.
- Uliano Lucas, Migrazioni. Il lungo viaggio, Roma, Italia Lavoro, 2012.
- Uliano Lucas, Il racconto e gli appunti, Galatina, Editrice Salentina, 2012.
- Uliano Lucas, Città visibile. Grosseto, Grosseto, Effigi, 2011.
- Uliano Lucas, Uliano Lucas, Torino, Grandi Autori FIAF, 2010.
- Uliano Lucas, Andare, vedere, sentire, ricordare, Bari, Recherche, 2010.
- Annalisa Vandelli, Scritto sull'acqua, Torino, Aire, 2008. Fotografie Uliano Lucas
- Uliano Lucas, La città all'ovest - Bari, Quartiere Libertà, Copertino, Recherche, 2007.
- Uliano Lucas, Negli occhi del lavoro. Economia e cooperazione sociale, Torino, Ega Editore, 2007.
- Uliano Lucas, Conoscere una città: Taranto nelle immagini di Uliano Lucas, Taranto, Circolo fotografico Il Castello, 2005.
- Uliano Lucas, Percorsi, Casalgrande, Comune di Casalgrande, 2005.
- Uliano Lucas, La vita e nient'altro, Savigliano, Les Cultures, 2004.
- Francesco Genitoni, Sassuolo, editore sconosciuto, 2004.  Fotografie Uliano Lucas
- Uliano Lucas, Bambini da trent'anni, Formigine, Comune di Formigine, 2003.
- Uliano Lucas, La piana dell'olio e i colli del Sambuco: In viaggio con le Ferrovie appulo-lucane, Bari, Associazione culturale Recherche, 2003.
- Uliano Lucas, Donne di questo mondo, Reggio Emilia, Diabasis, 2003.
- Uliano Lucas, Casciago, editore sconosciuto, 2003.
- Uliano Lucas, Sciola: Il cantico delle pietre.
- Uliano Lucas, La Chiesa venuta da Gerusalemme, Roma, Fotogramma, 2002.
- Uliano Lucas, Il santo di Trevigi, Roma, Fotogramma, 2001.
- Uliano Lucas, Altri sguardi: Immagini della follia tra memoria e progetto, Roma, T-Scrivo, 2000.
- Uliano Lucas, Lavoro/Lavori, Bergamo, Il filo di Arianna, 1999.
- Uliano Lucas, Una città chiamata Milano, Taranto, Barbieri, 1998.
- Uliano Lucas, Annuario Autogrill 1998, Milano, editore sconosciuto, 1998.
- Uliano Lucas, Le buone pratiche, Torino, Radionotizie, 1998.
- Uliano Lucas, La storia, le storie: I centri di salute mentale in Puglia, Città di Castello, Petruzzi, 1998.
- Uliano Lucas, Fotografie perdute, ritrovate: Via Brera e dintorni, 1962-1965, Taranto, Barbieri, 1997.
- Uliano Lucas, Annuario Autogrill 1996, Milano, editore sconosciuto, 1996.
- Uliano Lucas, Là dove nasce la ceramica, Modena, Ruggeri, 1996.
- Uliano Lucas, Torino, Città di Castello, Petruzzi, 1995.
- Uliano Lucas, San Giusto: Un luogo della storia, Roma, Fotogramma, 1994.
- Uliano Lucas, Lavoro, lavori a Genova, Città di Castello, Petruzzi, 1994.
- Uliano Lucas, Il Duomo delle modificazioni: S.M. Annunziata a Udine, Roma, Fotogramma, 1993.
- Uliano Lucas, La fabbrica del Concilio: San Vigilio a Trento, Roma, Fotogramma, 1992.
- Uliano Lucas, Torino sospesa, Torino possibile, Torino, Radionotizie, 1991.
- Uliano Lucas, Il Santo magico: San Antonio da Padova, Roma, Fotogramma, 1990.
- Uliano Lucas, Vita in polvere: Eroina storie iniziative, Torino, Radionotizie, 1990.
- Uliano Lucas, Magia dell'Arena, Roma, Fotogramma, 1989, rist. 1995.
- Uliano Lucas, Veneto: La rinascita, Roma, Fotogramma, 1989.
- Uliano Lucas, San Zeno di Verona, Roma, Fotogramma, 1989.
- Uliano Lucas, Vivere a ponente, Milano, Vangelista, 1989.
- Uliano Lucas, La partita col diavolo, Roma, Fotogramma, 1989.
- Uliano Lucas, Paesi del Gran Sasso, Roma, Fotogramma, 1989.
- Uliano Lucas, Friuli-Venezia Giulia: Da un secolo all'altro, Roma, Fotogramma, 1988.
- Uliano Lucas, Padova da Antenore al nuovo millennio, Roma, Fotogramma, 1988.
- Uliano Lucas, Il cuore dell'Africa, Milano, Touring club Italia, 1987.
- Uliano Lucas, La magica storia del Napoli, Roma, Fotogramma, 1987.
- Uliano Lucas, Operai e scelte politiche: Il caso delle zone bianche a economia diffusa del Veneto, Milano, Franco Angeli, 1986.
- Uliano Lucas, Abruzzo Abruzzi, Roma, Fotogramma, 1986.
- Uliano Lucas, Italia-Libano:Una storia di pace, Roma, Fotogramma, 1984.
- Uliano Lucas, Tra un'immagine e l'altra, Torino, Musolini, 1984.
- Uliano Lucas, Uliano Lucas: Reporter, Milano, Mazzotta, 1983.
- Uliano Lucas, Vivere nel milanese: Un'indagine a partire dai metalmeccanici, Milano, Mazzotta, 1983.
- Uliano Lucas, L'istituzione armata, Torino, Musolini, 1977.
- Uliano Lucas, Emigranti in Europa, Torino, Einaudi, 1977.
- Uliano Lucas, La primavera di Lisbona: Anno primo della rivoluzione, Firenze, Vallecchi, 1975.
- Uliano Lucas, Funf Jahre Arbeitskampfe in Mailand, Berlino, editore sconosciuto, 1974.
- Uliano Lucas, Cinque anni a Milano, Torino, Musolini, 1973.
- Uliano Lucas, Guinea Bissau: Una rivoluzione africana, Milano, Vangelista, 1970.
- Uliano Lucas, La Milano dei Navigli, Milano, Gandolfi, 1965.
- Uliano Lucas, Mille giorni di parole, Milano, editore sconosciuto, 1965.

### Curatele
- Carlo Cerchioli, Fotoreporter italiani nell'ex Jugoslavia, Città di Castello, Petruzzi, 1996. (curatela)
- Carlo Degiacomi, Volontati Volontariato, Città di Castello, Petruzzi, 1995. (curatela)
- Giorgio Lauzi, Flm: La storia, le immagini, Città di castello, Petruzzi, 1994. (curatela)
- Mario Capanna, ....E la terra sia un colloquio universale, Città di Castello, Petruzzi, 1992. (curatela)
- Porto Maghera: Le immagini 1900-1985, la storia, Torino, Musolini, 1985. (curatela)
- Edgardo Pellegrini, Lavoro posseduto, lavoro desiderato, Torino, Musolini, 1984. (curatela)
- Arturo Carlo Quintavalle, Sardigna: Fotografie di Franco Pinna, Nuoro, Edizioni della Nave, 1983. (curatela)
- Edgardo Pellegrino, Reporter a Milano, 1968-1982, Milano, Mazzotta, 1982. (curatela)
- Arturo Carlo Quintavalle, Storia fotografica del lavoro in Italia, 1900-1980, Bari, De Donato, 1982. (curatela)
- Nell'Africa che cambia, Bari, Dedalo, 1982. (curatela)
- Maurizio Bizziccari, L'informazione negata: Il fotogiornalismo in Italia 1945 - 1980, Bari, Dedalo, 1981. (curatela)
- Piero Vigorelli, Politics & Photography. Italy 1968 - 1980, Milano, Idea Editions, 1980. (curatela)
- Diego Carpitella, Viaggio nelle terre del silenzio: Fotografie di Franco Pinna, Milano, Idea Editions, 1980. (curatela)
- Tina Modotti: Fotografa e rivoluzionaria, Milano, Idea Editions, 1979. (curatela)
- Enzo Catania, Mafia , "il fatto, la foto", Milano - New York, Idea Editions, 1978. (curatela)
- Neva Agazzi Maffii, Seveso: Una tragedia italiana, Milano, Idea Editions, 1977. (curatela)
- Ermanno Rea, la contestazione, 1967-1969, "il fatto, la foto", Milano, Idea Editions, 1978. (curatela)
- Franco Angeli, Piero Manzoni, Milano, Scheiwiller, 1967. (curatela)

### Libri con foto di Lucas
Molti i libri importanti illustrati dalle foto di Uliano Lucas da importanti case editrici italiane:
- La scultura di Angelo Ferreri nel panorama dell'arte lombarda, Vangelista, 1972
- America Latina, Africa, Asia. I protagonisti della rivoluzione, CEI, 1973
- Obbiettivo sull'Africa, Centro documentazione dell'istituto italo-africano, 1976
- L'occhio di Milano: 48 fotografi, 1945-1977, Magma, 1977
- Africa: Movimenti e lotte di liberazione, Arnoldo Mondadori Editore, 1978
- A sud del Sahara: fotoreporters italiani nell'Africa nera, 1969-1979, Cosv-Africa, 1979
- Enciclopedia pratica per fotografare, Fabbri Editori, 1979
- Costi e benefici. Seveso: i conti del padrone, Fim-Cisl, 1979
- Gli eredi del padrone, Garzanti, 1979
- Realtà del lavoro nel mezzogiorno d'Italia, Musolini, 1980
- Viaggio dalla Sicilia al continente 1955-1980, Csapp, 1980
- Libertà è partecipare, Marietti Editore, 1980
- Festa di S. Arcangelo '80, Musolini, 1981
- Gli esclusi 1963 - 1980, Musolini, 1981